# Christian Marien
Christian Marien (* 1975 in Münster) ist ein deutscher Jazz- und Improvisationsmusiker (Schlagzeug).

## Wirken
Marien studierte zunächst in Amsterdam Schlagzeug, seit 2000 in Berlin. Als Mitglied des Duos Superimpose (mit Matthias Müller) sowie der Gruppen The Astronomical Unit und Miss Platnum spielte er Konzerte in Europa und den USA und veröffentlichte Alben auf Labels wie Leo Records, gligg oder Jazzwerkstatt.  Auch gehört er zum Quartett von Benjamin Weidekamp (seriell, nicht seriös), dem Hannes Zerbe Jazz Orchester (mit dem er die Alben Eisleriana und Erlkönig bei JazzHausMusik veröffentlichte) und zu den Gruppen Derek plays Eric und Z-Country Paradise. Im Trio Ritsche, Zast & Marien bestritt er zahlreiche Performances und Festivalauftritte und veröffentlichte Videos auf arte. Mit Anke Lucks und Almut Schlichting entstand die Insomnia Brass Band, die 2020 das Album Late Night Kitchen vorlegte. Weiterhin arbeitete er mit Frank Gratkowski, Maggie Nicols, Matthias Schubert, Sofia Jernberg, Achim Kaufmann, Gebhard Ullmann und John Butcher. Zudem ist er an der interdisziplinären Zusammenarbeit mit Tänzern, Schauspielern und bildenden Künstlern interessiert.

## Diskographische Hinweise
- Olaf Ton (Leo Records 2003, mit Benjamin Weidekamp, Ritsche Koch, Jérôme Bugnon, Michael Haves)
- Willers/Kneer/Marien Nulli Secundus (creative sources 2012)
- Z-Country Paradise (ZCP 2016, mit Jelena Kuljić, Frank Gratkowski, Kalle Kalima, Oliver Potratz)
- I Am Three: Mingus, Mingus, Mingus (2016, mit Silke Eberhard, Nikolaus Neuser)
- BROM: Cardboard Sea (2018), mit Alexander Beierbach, Jan Roder
- I Am Three & Me: Mingus’ Sounds of Love (Leo Records 2019, mit Maggie Nicols, Silke Eberhard, Nikolaus Meuer)
- I Am Three: In Other Words (Leo Records, 2024)
- Christian Marien Quartett: How Long Is Now (2024)
- BROM: A Night and 43 Seconds (2024), mit Alexander Beierbach, Jan Roder